# NGC 3512
NGC 3512 é uma galáxia espiral barrada (SBc) localizada na direcção da constelação de Leo Minor. Possui uma declinação de +28° 02' 15" e uma ascensão recta de 11 horas, 04 minutos e 02,7 segundos.
A galáxia NGC 3512 foi descoberta em 11 de Abril de 1785 por William Herschel.